# آلتی‌گوز، جیهان
التیگاز، سیهان (به لاتین: Altıgöz, Ceyhan) یک منطقهٔ مسکونی در ترکیه است که در استان آدانا واقع شده‌است.